# Rumian psi
Rumian psi (Anthemis cotula L.) – gatunek rośliny z rodziny astrowatych.

## Rozmieszczenie geograficzne
Rodzimy obszar występowania to niemal cała Europa (bez Finlandii, Irlandii, Islandii), Azja Zachodnia, Kaukaz, Zakaukazie, Dagestan, Arabia Saudyjska, Afryka Północna, Madera i wyspy Kanaryjskie. Obecnie jednak jest to gatunek o kosmopolitycznym zasięgu, rozprzestrzenił się bowiem jako uciekinier z upraw lub gatunek zawleczony również na Azorach, w niektórych rejonach Afryki, w Australii, Nowej Zelandii i Ameryce Północnej. W Polsce występuje na całym terenie, po niższe położenia górskie, częsty jest w południowo-zachodniej części kraju.

## Morfologia

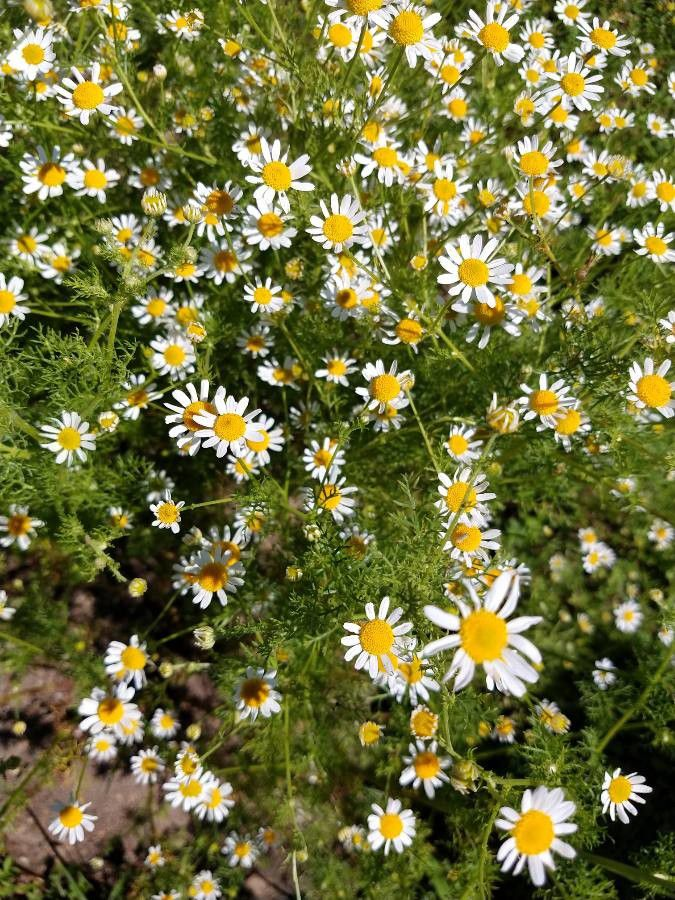
Pokrój

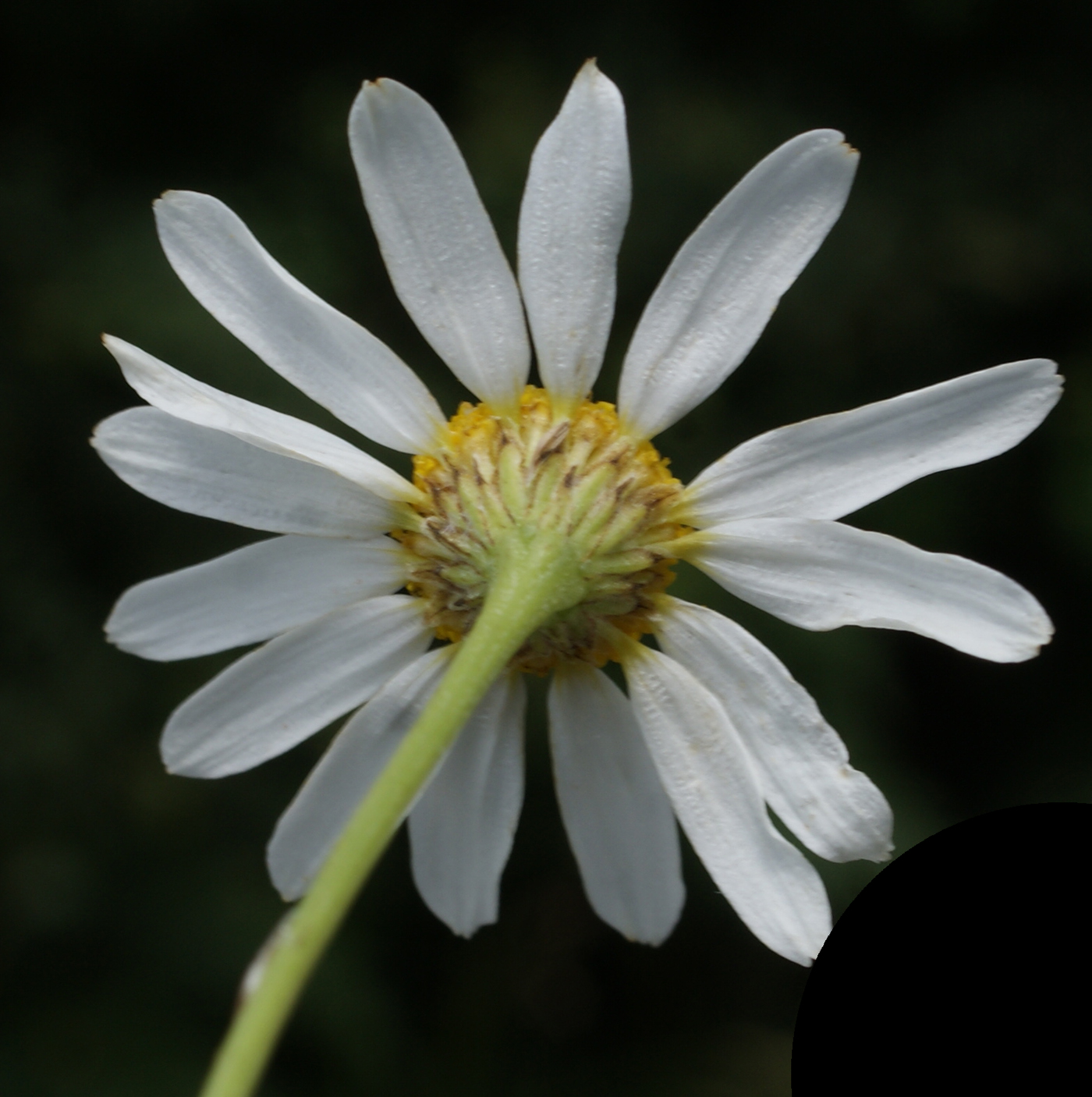
Okrywa koszyczka

PokrójRoślina zielna naga lub słabo owłosiona. Osiąga zwykle do 40, rzadziej do 50 cm wysokości.
ŁodygaW dole zwykle gęsto krzaczkowato rozgałęziona.
LiścieSiedzące, w zarysie podługowate. Dwu- lub trzykrotnie pierzastosieczne, złożone ze szczeciniastorównowąskich łatek o szerokości od 0,1 do 0,5 mm. Łatki na końcach zaostrzone.
KwiatyZebrane w koszyczki o średnicy 1–2,5 cm powstające pojedynczo na końcach rozgałęzień pędu. Listki okrywy zewnętrzne lancetowate, wewnętrzne podługowate i zaokrąglone, wszystkie biało obrzeżone z zielonym nerwem, długo owłosione. Dno koszyczka stożkowate, z wąskolancetowatymi plewinkami tylko w górnej części lub na całej powierzchni. Kwiaty języczkowate na brzegu koszyczka białe, w liczbie 12–13, na końcach nieregularnie ząbkowane, odginają się w dół po przekwitnieniu. Kwiaty rurkowate w środku koszyczka żółte, do 3 mm długości.
OwoceJasnobrunatne, obłe niełupki o długości do 2 mm, z rzędami niewielkich guzków, delikatnie żeberkowane, na szczycie zaokrąglone, bez śladu rąbka kielichowego.
Gatunki podobneRumian polny A. arvensis i ruski A. ruthenica różnią się szerszymi odcinkami liści (od 0,5 do 1 mm), brakiem cuchnącego zapachu; owockami bez drobnych guzków, ale za to nieco kanciastymi; obecnością plewinek na całym dnie koszyczka. Rumian ruski wyróżnia się dodatkowo kosmatym owłosieniem i frędzlowato postrzępionymi listkami okrywy.

## Biologia i ekologia
Roślina jednoroczna. Kwitnie od czerwca do września. Rośnie na stanowiskach ruderalnych – przydrożach, terenach kolejowych, przychaciach. 
Roślina cechuje się dość silnym zapachem, opisywanym jako nieprzyjemny.

## Mieszańce
Rośliny tego gatunku tworzą mieszańce z: rumianem polnym (Anthemis arvensis), rumianem żółtym (Cota tinctoria), rumiankiem pospolitym (Chamomilla recutita) i maruną bezwonną (Tripleurospermum inodorum).

## Zastosowanie
- Jest uprawiany jako roślina ozdobna.
- Dawniej wykorzystywany jako roślina lecznicza, obecnie zapomniany.

## Uprawa
Najlepiej rośnie w pełnym słońcu, na przepuszczalnej glebie. Można uprawiać z nasion. Łatwo rozmnaża się przez podział jesienią lub wiosną, można też przez sadzonki pobierane latem. Zakwita późnym latem. Po przekwitnieniu roślinę usuwa się.

## Zagrożenia i ochrona
Gatunek umieszczony na polskiej czerwonej liście w kategorii VU (narażony).